# Dino Scuderi
Dino Scuderi (Messina, 3 agosto 1963) è un pianista, compositore e direttore d'orchestra italiano.

## Biografia
Artista eclettico, inizia da bambino lo studio del pianoforte col padre Carletto, anch'egli musicista, e consegue il diploma al Conservatorio Francesco Cilea di Reggio Calabria.
Tra le sue più importanti collaborazioni spiccano quella del 1985, quando entra a far parte del gruppo Kunsertu. Con i Kunsertu riscrive Passu torrau, Isola, Sabra a chatila. Per i Kunsertu scrive e interpreta al piano Mokarta, la loro canzone più famosa, divenuta un classico della musica siciliana, tra le più note canzoni siciliane del Novecento.
Nel 1986 è il tastierista dei Denovo, per il quale compone insieme a Mario Venuti il brano Sciabalò che appare nell'album Così fan tutti. Con i Denovo partecipa nel 1988 al Festival di Sanremo nella categoria Big al Festivalbar e a numerose altre trasmissioni televisive e radiofoniche.
Nel 1993 porta sulle scene, per la prima volta in Italia, Jesus Christ Superstar, l'opera rock di Andrew Lloyd Webber con testi di Tim Rice. Di questa messinscena è ideatore, direttore artistico e curatore dell'arrangiamento vocale, strumentale e della direzione d'orchestra. Dirige l'orchestra del 1993 al 1996.
Nel 1997 collabora con Dario Fo per la realizzazione delle musiche nello spettacolo Il diavolo con le zinne, commedia scritta e diretta dallo stesso Fo con Franca Rame e Giorgio Albertazzi. 
In teatro compone e arrangia le musiche anche per spettacoli con Giorgio Albertazzi, Stefano Masciarelli, Ninno Bruschetta, Mario Scaccia, Silvio Orlando, Rocco Papaleo, Giuliana Lojodice, Roberto Herlitzka, Massimo Venturiello, Luca De Filippo.
L'apice della sua creatività è la realizzazione del musical Salvatore Giuliano, per il quale è autore delle musiche, dei testi, degli arrangiamenti e direttore d'orchestra. L'opera, ispirata alle vicende del celebre bandito siciliano, nel 2001, con la regia di Armando Pugliese è interpretata da Giampiero Ingrassia e Tosca. Nel 2011 il musical viene riproposto con la regia di Giampiero Cicciò (sempre con Ingrassia nel ruolo di Giuliano e con Barbara Cola nel ruolo di Mariannina). 
Nel 2004 è Direttore d'orchestra nell'opera  Il gatto con gli stivali di Marco Tutino, tratta dalla favola di Charles Perrault, con l'orchestra del Teatro Vittorio Emanuele di Messina. Nello stesso anno compone le musiche di Odysseus-Dance Opera per il Teatro Dance Company. La presentazione mondiale dello spettacolo avviene a Roma eccezionalmente all'interno del Colosseo. Mentre nel maggio 2007 debutta in Egitto presso il Teatro dell'Opera del Cairo e in seguito ad Alessandria d'Egitto.
Nel 2010 è direttore musicale del musical Zanna Don't! al Teatro Sala Uno di Roma.
Nel 2011 è direttore musicale di Sweeney Todd, Sala 1 Roma, per la regia di Marco Simeoli.
Come concertista Scuderi predilige autori quali Maurice Ravel e Fryderyk Chopin ma anche i contemporanei come Keith Jarrett e Michel Petrucciani Friedrich Gulda, Keith Emerson.
Nel 2012 gli viene affidata la direzione musicale della versione italiana del musical Shrek di Ned Grujic e Claudio Insegno, dove si esibisce ad ogni spettacolo con una band dal vivo di dieci elementi.
Dal 2014 fa parte del corpo insegnanti del MIP direzione artistica di Chiara Noschese.
Dal 2015 è insegnato presso la scuola ADM direzione artistica Enrico Sortino e Annalisa Cucchiara.
Nel 2014 è Direttore musicale, arrangiatore e compositore per lo spettacolo Musical All Party, presentato da Giampiero Ingrassia e Marialaura Baccarini. Regia Marco Simeoli. Prod. Enpi entertainment.
Nel 2015 Direttore musicale, arrangiatore e compositore della 2ª edizione del Musical All Party. Presentato da Giampiero Ingrassia, Serena Rossi. Regia Marco Simeoli. Prod. Enpi entertainment.
Nel 2016 Direttore musicale, arrangiatore e compositore dell'Italian Musical Award. Presenta Michelle Hunziker e Christian De Sica. Regia Roberto Cenci. Prod. Enpi entertainment/Mediaset.
Nel 2017 compone le musiche per il musical " Edda Ciano tra cuore e cuore " ed è co-autore dei testi insieme ad Elisabetta Tulli. Lo spettacolo va in scena con Floriana Monici protagonista per la regia di Roberto Rossetti. Prod. teatro della marca. Tour italiano.
Nel 2018 è direttore musical del musica " The little shop of horrors" ( La piccola bottega degli orrori). Con Giampero Ingrassia, Fabio Canino, Belia Martin. Regia Piero Di Blasio. Prod. Teatro Brancaccio Roma 
Nel 2021 E autore delle musiche dello spettacolo " Molto rumore per nulla" Regia Giampiero Cicciò. Produzione Ente teatro Vittorio Emanuele di Messina.
Nel 2022 Direttore musical del musical " Everybody talks about Jamie". Con Giancarlo Commare, Barbara Cola. Regia Piero di Blasio. Produzione Teatro Brancaccio Roma
Nel 2022 Compone le musiche per il cortometraggio Il Solo lungo. Regia Giampiero Cicciò.
Nel 2023 Compone la canzoni e musiche per lo spettacolo A.R.M.A. regia Piero di Blasio
Dal 2023 È direttore musicale per Show-up production, società di produzione spettacoli per MSC Cruises.
Nel 2024 È chiamato a dirigere la Ferrara film Orchestra per la quale scrive anche arrangiamenti di colonne sonore e di brani tratti da Musical.
Nel 2024 Mette in scena lo show case del nuovo musical da lui composto su testi di Piero di Blasio " Il grande Houdini / l'ultima illusione".

## Nel 2025 c0mpone le musiche per l'opera musicale " Il brutto anatroccolo" Con Fabio Canino.
1. ↑  Informazione evento[collegamento interrotto]